# Kanton Villamblard
Der Kanton Villamblard war von 1802 bis 2015 ein französischer Wahlkreis im Arrondissement Bergerac, im Département Dordogne und in der Region Aquitanien; sein Hauptort war Villamblard, Vertreter im Generalrat des Départements war zuletzt von 2008 bis 2015 Michel Campagnaud. 
Der Kanton war 251,16 km² groß und hatte 5054 Einwohner (Stand: 1999). 

## Gemeinden
| Gemeinde                   | Einwohner Jahr | Fläche km² | Bevölkerungsdichte | Code INSEE | Postleitzahl |
| -------------------------- | -------------- | ---------- | ------------------ | ---------- | ------------ |
| Beauregard-et-Bassac       | 279 (2013)     | –          | – Einw./km²        | 24031      | 24140        |
| Beleymas                   | 274 (2013)     | –          | – Einw./km²        | 24034      | 24140        |
| Campsegret                 | 391 (2013)     | –          | – Einw./km²        | 24077      | 24140        |
| Clermont-de-Beauregard     | 112 (2013)     | –          | – Einw./km²        | 24123      | 24140        |
| Douville                   | 452 (2013)     | –          | – Einw./km²        | 24155      | 24140        |
| Église-Neuve-d’Issac       | 135 (2013)     | –          | – Einw./km²        | 24161      | 24400        |
| Issac                      | 409 (2013)     | –          | – Einw./km²        | 24211      | 24400        |
| Laveyssière                | 125 (2013)     | –          | – Einw./km²        | 24233      | 24130        |
| Maurens                    | 1046 (2013)    | –          | – Einw./km²        | 24259      | 24140        |
| Montagnac-la-Crempse       | 380 (2013)     | –          | – Einw./km²        | 24285      | 24140        |
| Saint-Georges-de-Montclard | 284 (2013)     | –          | – Einw./km²        | 24414      | 24140        |
| Saint-Hilaire-d’Estissac   | 111 (2013)     | –          | – Einw./km²        | 24422      | 24140        |
| Saint-Jean-d’Estissac      | 162 (2013)     | –          | – Einw./km²        | 24426      | 24140        |
| Saint-Jean-d’Eyraud        | 189 (2013)     | –          | – Einw./km²        | 24427      | 24140        |
| Saint-Julien-de-Crempse    | 220 (2013)     | –          | – Einw./km²        | 24431      | 24140        |
| Saint-Martin-des-Combes    | 188 (2013)     | –          | – Einw./km²        | 24456      | 24140        |
| Villamblard                | 853 (2013)     | –          | – Einw./km²        | 24581      | 24140        |

## Bevölkerungsentwicklung
| 1962 | 1968 | 1975 | 1982 | 1990 | 1999 |
| ---- | ---- | ---- | ---- | ---- | ---- |
| 4390 | 4823 | 4628 | 4779 | 4967 | 5054 |